# عرقوب محمر (مودية)

تعديل مصدري - تعديل

عرقوب محمر هي إحدى قرى عزلة مودية بمديرية مودية التابعة لمحافظة أبين، بلغ تعداد سكانها 257 نسمة حسب تعداد اليمن لعام 2004.